# Pezotettix lagoi
Pezotettix lagoi är en insektsart som beskrevs av Jannone 1936. Pezotettix lagoi ingår i släktet Pezotettix och familjen gräshoppor. Inga underarter finns listade i Catalogue of Life.